# Pieśń nad pieśniami (film)
Pieśń nad pieśniami (The Song of Songs) – amerykański film dramatyczny z 1933 roku.

## Podstawowe informacje
Film jest adaptacją powieści Das Hohe Lied z 1908 roku niemieckiego pisarza Hermanna Sudermanna, wyreżyserowaną przez Rouben Mamoulian. Jest to tym samym pierwszy amerykański film Marleny Dietrich, który nie został nakręcony przez jej mentora, Josefa von Sternberga.

## Obsada
- Marlene Dietrich - Lily Czepanek
- Brian Aherne - Richard Waldow
- Lionel Atwill - baron von Merzbach
- Alison Skipworth - pani Rasmussen
- Hardie Albright - Walter von Prell
- Helen Freeman - panienka von Schwertfeger

## Oceny
| Źródło       | Ocena |
| ------------ | ----- |
| AllMovie     | [ 1 ] |
| Eye for Film | [ 2 ] |